# Glenwood (Minnesota)
Glenwood ist eine Kleinstadt (mit dem Status „City“) und Verwaltungssitz des Pope County im US-amerikanischen Bundesstaat Minnesota. Das U.S. Census Bureau hat bei der Volkszählung 2020 eine Einwohnerzahl von 2.657 ermittelt.

## Geografie
Glenwood liegt im mittleren Westen Minnesotas am nordöstlichen Ufer des Lake Minnewaska. Die geografischen Koordinaten von Glenwood sind 45°39′02″ nördlicher Breite und 95°22′59″ westlicher Länge. Das Stadtgebiet erstreckt sich über eine Fläche von 15,18 km².
Benachbarte Orte von Glenwood sind Forada (19,2 km nördlich), Villard (14,6 km nordöstlich), Sedan (15 km südöstlich), Long Beach (am westlichen Stadtrand am Seeufer), Starbuck (13,6 km westsüdwestlich) und Lowry (14,3 km nordwestlich).
Die nächstgelegenen größeren Städte sind Fargo in North Dakota (193 km nordwestlich), Duluth am Oberen See (336 km nordöstlich), Minneapolis (196 km südöstlich), Minnesotas Hauptstadt Saint Paul (215 km in der gleichen Richtung) und Sioux Falls in South Dakota (314 km südsüdwestlich).

## Verkehr
Im Stadtgebiet von Glenwood treffen die Minnesota State Routes 28, 29, 55 und 104 zusammen. Alle weiteren Straßen sind untergeordnete teils unbefestigte Fahrwege sowie innerörtliche Verbindungsstraßen.
In Nordwest-Südost-Richtung verläuft eine Eisenbahnlinie der Canadian Pacific Railway durch das Stadtgebiet von Glenwood.
Mit dem Glenwood Municipal Airport befindet sich im Osten des Stadtgebiets von Glenwood ein kleiner Flugplatz. Der nächste Großflughafen ist der Minneapolis-Saint Paul International Airport (216 km südöstlich).

## Demografische Daten
Nach der Volkszählung im Jahr 2010 lebten in Glenwood 2564 Menschen in 1185 Haushalten. Die Bevölkerungsdichte betrug 168,9 Einwohner pro Quadratkilometer. In den 1185 Haushalten lebten statistisch je 2,08 Personen.
Ethnisch betrachtet setzte sich die Bevölkerung zusammen aus 97,2 Prozent Weißen, 0,8 Prozent Afroamerikanern, 0,3 Prozent amerikanischen Ureinwohnern, 0,4 Prozent Asiaten sowie 0,1 Prozent (zwei Personen) aus anderen ethnischen Gruppen; 1,3 Prozent stammten von zwei oder mehr Ethnien ab. Unabhängig von der ethnischen Zugehörigkeit waren 1,3 Prozent der Bevölkerung spanischer oder lateinamerikanischer Abstammung.
21,3 Prozent der Bevölkerung waren unter 18 Jahre alt, 53,5 Prozent waren zwischen 18 und 64 und 25,2 Prozent waren 65 Jahre oder älter. 54,3 Prozent der Bevölkerung war weiblich.

Das mittlere jährliche Einkommen eines Haushalts lag bei 35.699 USD. Das Pro-Kopf-Einkommen betrug 23.371 USD. 11,5 Prozent der Einwohner lebten unterhalb der Armutsgrenze.

## Bekannte Bewohner
- Frank Eddy (1856–1929) – Abgeordneter des US-Repräsentantenhauses – lebte mehrere Jahre in Glenwood[7]
- Henrik Shipstead (1881–1960) – langjähriger US-Senator von Minnesota – lebte lange in Glenwood und war von 1911 bis 1913 Bürgermeister[8]